# Вратіслав Локвенц
Вратіслав Локвенц (чеськ. Vratislav Lokvenc, нар. 27 вересня 1973, Наход) — чеський футболіст, нападник. По завершенні ігрової кар'єри — футбольний тренер. Наразі очолює тренерський штаб команди «Юніон Челаковице».

## Клубна кар'єра
Народився 27 вересня 1973 року в місті Наход. Вихованець юнацьких команд футбольних клубів «Наход» та «Градець-Кралове».
У дорослому футболі дебютував 1992 року виступами за «Градець-Кралове», в якому провів два з половиною сезони, взявши участь у 55 матчах чемпіонату.
Своєю грою за цю команду привернув увагу представників тренерського штабу клубу празької «Спарти», до складу якого приєднався в кінці 1994 року. Відіграв за празьку команду наступні шість сезонів своєї ігрової кар'єри. Більшість часу, проведеного у складі «Спарти», був основним гравцем атакувальної ланки команди. У складі «Спарти» був одним з головних бомбардирів команди, маючи середню результативність на рівні 0,45 голу за гру першості.
Влітку 2000 року уклав контракт з клубом «Кайзерслаутерн», у складі якого провів наступні чотири роки своєї кар'єри гравця. Граючи у складі «Кайзерслаутерна» також здебільшого виходив на поле в основному складі команди.
У 2004—2005 роках грав у складі «Бохума».
З літа 2005 року виступав за клуб «Ред Булл» із Зальцбурга. З ним став чемпіоном Австрії в 2007 році. 
В лютому 2008 року перейшов до кінця сезону на правах оренди в швейцарський «Базель», з яким в цьому ж році виграв чемпіонат Швейцарії і Кубок Швейцарії.
Завершив професійну ігрову кар'єру у німецькому клубі «Інгольштадт 04» з другої Бундесліги, за який виступав протягом 2008—2009 років.

## Виступи за збірні
Протягом 1993—1996 років залучався до складу молодіжної збірної Чехії. На молодіжному рівні зіграв у 13 офіційних матчах, забив 7 голів.
6 вересня 1995 року дебютував в офіційних матчах у складі національної збірної Чехії в товариському матчі проти збірної Норвегії. 
У складі збірної був учасником Кубка Конфедерацій 1997 року, чемпіонату Європи 2000 року у Бельгії та Нідерландах, чемпіонату Європи 2004 року у Португалії та чемпіонату світу 2006 року у Німеччині.
Всього протягом кар'єри у національній команді, яка тривала 12 років, провів у формі головної команди країни 74 матчі, забивши 14 голів.

## Кар'єра тренера
Розпочав тренерську кар'єру невдовзі по завершенні кар'єри гравця, 2010 року, очоливши тренерський штаб нижчолігового клубу «Юніон Челаковице». Наразі досвід тренерської роботи обмежується цим клубом, в якому Вратіслав Локвенц працює і досі.

## Статистика

### Збірна
| Збірна Чехії | Збірна Чехії | Збірна Чехії |
| Роки         | Ігри         | Голи         |
| ------------ | ------------ | ------------ |
| 1995         | 2            | 0            |
| 1996         | 0            | 0            |
| 1997         | 4            | 0            |
| 1998         | 10           | 1            |
| 1999         | 8            | 1            |
| 2000         | 10           | 0            |
| 2001         | 11           | 3            |
| 2002         | 5            | 1            |
| 2003         | 5            | 2            |
| 2004         | 9            | 1            |
| 2005         | 5            | 4            |
| 2006         | 4            | 1            |
| Всього       | 74           | 14           |

## Досягнення
- Бронзовий призер Кубка Конфедерацій: 1997
- Фіналіст кубка німеччини: 2003
- Чемпіон Чехії:  1995, 1997, 1998, 1999, 2000
- Володар Кубка Чехії:  1996
- Чемпіон Австрії: 2007
- Віце-чемпіон Австрії: 2006
- Чемпіон Швейцарії: 2008
- Володар Кубка Швейцарії: 2008
- Найкращий бомбардир Чемпіонату Чехії: 2000